# Balete (Batangas)
Balete es un municipio filipino de quinta clase, perteneciente a la provincia de Batangas, en la isla de Luzón.

## Organización territorial
Se divide en trece barangayes, a saber:
- Alangilan
- Calawit
- Looc
- Magapi
- Makina
- Malabanan
- Paligawan
- Palsara
- Población
- Sala
- Sampalocan
- Solis
- San Sebastián

## Demografía
Según el censo de 2020, tenía empadronados 24 055 habitantes.